# Pape Satàn Aleppe
Pape Satàn Aleppe. Cronache di una società liquida è un saggio di Umberto Eco, uscito postumo il 27 febbraio 2016, nonché prima pubblicazione in assoluto della casa editrice La nave di Teseo, che lo stesso Eco ha contribuito a fondare.
Nel libro vengono ripresentati numerosi articoli usciti sulla rubrica bisettimanale La bustina di minerva sul periodico l'Espresso. L'uscita del libro, prevista per maggio 2016, è stata anticipata notevolmente per la improvvisa morte dell'autore. Il titolo del libro riprende parzialmente un famoso verso, di significato incerto, della Divina Commedia.